# فرد خریم
فرد خریم (هلندی: Fred Grim؛ زادهٔ ۱۷ اوت ۱۹۶۵) بازیکن سابق و مربی فوتبال اهل هلند است.
از باشگاه‌هایی که در آن بازی کرده‌است می‌توان به باشگاه فوتبال کامبور و باشگاه فوتبال آژاکس آمستردام اشاره کرد.